# Домброва-Бжезенська
Домброва-Бжезенська (пол. Dąbrowa Brzezieńska, нім. Damerow) — село в Польщі, у гміні Ленчиці Вейгеровського повіту Поморського воєводства.
У 1975-1998 роках село належало до Гданського воєводства.